# Platyrrhinus chocoensis
Platyrrhinus chocoensis — вид родини листконосові (Phyllostomidae), ссавець ряду лиликоподібні (Vespertilioniformes, seu Chiroptera).

## Середовище проживання
Країни поширення: Колумбія, Еквадор. Знаходиться в низинах біогеографічного регіону Чоко на висотах від 35 до 305 м

## Звички
В основному плодоїдний.

## Загрози та охорона
Чоко регіон в даний час швидко перетворюється сільським господарством, яке становить серйозну загрозу для цього обмеженого виду. Живе на природоохоронних територіях.